# 84. dodjela Oscara
84-a dodjela Oscara održala se u kazalištu Kodak Theatre u Los Angelesu 26. veljače 2012. Voditelj večeri bio je američki glumac i komičar Billy Crystal. Nominacije su velikoj javnosti obznanjene 24. siječnja 2012. u kazalištu Samuel Goldwyn Theatre, također u Los Angelesu. Glumica Jennifer Lawrence, uz predsjednika Akademije Toma Sheraka, pročitala je nominirane. Ceremonija je nagradila najbolje filmove u protekloj godini (2011.). Dodjelu je prenosila američka televizijska kuća ABC.
Prema početnoj ideji, ceremoniju je trebao voditi američki glumac i komičar Eddie Murphy, koji je nakon otpuštanja producenta Bretta Ratnera i sam zatražio otkaz. Eddie je ubrzo zamijenjen Billyem Crystalom kojem je ovo bio deveti put vođenja ceremonije.
Najveći pobjednici večeri bili su filmovi "Umjetnik" i "Hugo".

## Program
| Datum                         | Događaj                                         |
| ----------------------------- | ----------------------------------------------- |
| Četvrtak, 1. prosinca 2011.   | Započinju radovi za ceremoniju                  |
| Utorak, 27. prosinca 2011.    | Početak glasovanja za nominacije                |
| Petak, 13. siječnja 2012.     | Zatvaranje glasovanja za nominacije u 05:00 h.  |
| Utorak, 24. siječnja 2012.    | Objava nominacija u 5:38 h.                     |
| Srijeda, 1. veljače 2012.     | Zbrajanje konačnih glasova.                     |
| Ponedjeljak, 6. veljače 2012. | Velika večera kandidata.                        |
| Subota, 11. veljače 2012.     | Dodjela tehničkih Oscara                        |
| Utorak, 21. veljače 2012.     | Konačno zatvaranje glasačkih listića u 17:00 h. |
| Nedjelja, 26. veljače 2012.   | Velika dodjela nagrade Oscar                    |

## Kandidati i pobjednici

### Najbolji film
- Umjetnik (The Artist), režiser Michel Hazanavicius
- Nasljednici (The Descendants), režiser Alexander Payne
- Hugo, režiser Martin Scorsese
- Ponoć u Parizu (Midnight in Paris), režiser Woody Allen
- Jako glasno i nevjerojatno blizu (Extremely Loud and Incredibly Close), režiser Stephen Daldry
- Tajni život kućnih pomoćnica (The Help), režiser Tate Taylor
- Igra pobjednika (Moneyball), režiser Bennett Miller
- Put rata (War Horse), režiser Steven Spielberg
- Drvo života (The Tree of Life), režiser Terrence Malick

### Najbolji redatelj
- Michel Hazanavicius - Umjetnik (The Artist)
- Alexander Payne - Nasljednici (The Descendants)
- Martin Scorsese - Hugo
- Woody Allen - Ponoć u Parizu (Midnight in Paris)
- Terrence Malick - Drvo života (The Tree of Life)

### Najbolji glavni glumac
- Jean Dujardin - Umjetnik (The Artist)
- Demián Bichir - A Better Life
- George Clooney - Nasljednici (The Descendants)
- Gary Oldman - Dečko, dama, kralj, špijun (Tinker, Tailor, Soldier, Spy)
- Brad Pitt - Igra pobjednika (Moneyball)

### Najbolja glavna glumica
- Meryl Streep - Željezna lady (The Iron Lady)
- Viola Davis - Tajni život kućnih pomoćnica (The Help)
- Rooney Mara - Muškarci koji mrze žene (The Girl with the Dragon Tattoo)
- Glenn Close - Albert Nobbs
- Michelle Williams - Moj tjedan s Marilyn (My Week With Marilyn)

### Najbolji sporedni glumac
- Christopher Plummer - Beginners
- Kenneth Branagh - Moj tjedan s Marilyn (My Week With Marilyn)
- Jonah Hill - Igra pobjednika (Moneyball)
- Nick Nolte - Ratnik
- Max von Sydow - Jako glasno i nevjerojatno blizu (Extremely Loud and Incredibly Close)

### Najbolja sporedna glumica
- Octavia Spencer - Tajni život kućnih pomoćnica (The Help)
- Bérénice Bejo - Umjetnik (The Artist)
- Jessica Chastain - Tajni život kućnih pomoćnica (The Help)
- Melissa McCarthy - Djeveruše (Bridesmaids)
- Janet McTeer - Albert Nobbs

### Najbolji originalni scenarij
- Woody Allen - Ponoć u Parizu (Midnight in Paris)
- Michel Hazanavicius - Umjetnik (The Artist)
- Annie Mumolo i Kristen Wiig - Djeveruše (Bridesmaids)
- J.C. Chandor - Crni ponedjeljak
- Asghar Farhadi - Nader i Simin se rastaju (Jodái-e Náder az Simin)

### Najbolji adaptirani scenarij
- Alexander Payne, Nat Faxon i Jim Rash - Nasljednici (The Descendants)
- John Logan - Hugo
- George Clooney, Grant Heslov i Beau Willimon - Martovske Ide (The Ides of March)
- Steven Zaillian, Aaron Sorkin i Stan Chervin - Igra pobjednika (Moneyball)
- Bridget O'Connor i Peter Straughan - Dečko, dama, kralj, špijun (Tinker, Tailor, Soldier, Spy)

### Najbolji strani film
- Nader i Simin se rastaju (Jodái-e Náder az Simin), režiser Asghar Farhadi - (Iran)
- Bullhead (Rundskop), režiser Michael R. Roskam - (Belgija)
- Footnote (Hearat Shulayim), režiser Joseph Cedar - (Izrael)
- In Darkness (W ciemności), režiser Agnieszka Holland - (Poljska)
- Monsieur Lazhar, režiser Philippe Falardeau - (Kanada)

### Najbolji animirani film
- Rango, režiser Gore Verbinski
- Život jednog mačka (Une vie de chat), režiseri Jean-Loup Felicioli i Alain Gagnol
- Chico i Rita, režiseri Tono Errando i Javier Mariscal
- Kung Fu Panda 2 (Kung Fu Panda 2 - The Kaboom of Doom), režiser Jennifer Yuh
- Mačak u čizmama (Puss in Boots), režiser Chris Miller

### Najbolja fotografija
- Robert Richardson - Hugo
- Guillaume Schiffman - Umjetnik (The Artist)
- Jeff Cronenweth - Muškarci koji mrze žene (The Girl with the Dragon Tattoo)
- Emmanuel Lubezki - Drvo života (The Tree of Life)
- Janusz Kaminski - Put rata (War Horse)

### Najbolja montaža
- Kirk Baxter i Angus Wall - Muškarci koji mrze žene (The Girl with the Dragon Tattoo)
- Anne-Sophie Bion i Michel Hazanavicius - Umjetnik (The Artist)
- Thelma Schoonmaker - Hugo
- Christopher Tellefsen - Igra pobjednika (Moneyball)
- Kevin Tent - Nasljednici (The Descendants)

### Najbolja scenografija
- Dante Ferretti i Francesca Lo Schiavo - Hugo
- Laurence Bennett i Robert Gould - Umjetnik (The Artist)
- Stuart Craig i Stephenie McMillan - Harry Potter i Darovi smrti 2. dio (Harry Potter and the Deathly Hallows: Part II)
- Anne Seibel i Hélène Dubreuil - Ponoć u Parizu (Midnight in Paris)
- Rick Carter i Lee Sandales - Put rata (War Horse)

### Najbolja šminka
- Mark Coulier i J. Roy Helland - Željezna lady (The Iron Lady)
- Martial Corneville, Lynn Johnston i Matthew W. Mungle - Albert Nobbs
- Nick Dudman, Amanda Knight i Lisa Tomblin - Harry Potter i Darovi smrti 2. dio (Harry Potter and the Deathly Hallows: Part II)

### Najbolji dizajn kostima
- Mark Bridges - Umjetnik (The Artist)
- Lisy Christl - Anonymous
- Sandy Powell - Hugo
- Michael O'Connor - Jane Eyre
- Arianne Phillips - (W.E.)

### Najbolji vizualni efekti
- Robert Legato, Joss Williams, Ben Grossman i Alex Henning - Hugo
- Scott Farrar, Scott Benza, Matthew Butler i John Frazier - Transformeri 3 (Transformers: Dark of the Moon)
- Tim Burke, David Vickery, Greg Butler i John Richardson - Harry Potter i Darovi smrti 2. dio (Harry Potter and the Deathly Hallows: Part II)
- Erik Nash, John Rosengrant, Dan Taylor i Swen Gillberg - Pravi čelik
- Joe Letteri, Dan Lemmon, R. Christopher White i Daniel Barrett - Planet majmuna: Postanak (Rise of the Planet of the Apes)

### Najbolja originalna glazba
- Ludovic Bource - Umjetnik (The Artist)
- John Williams - Avanture Tintina (The Adventures of Tintin)
- Howard Shore - Hugo
- Alberto Iglesias - Dečko, dama, kralj, špijun (Tinker, Tailor, Soldier, Spy)
- John Williams - Put rata (War Horse)

### Najbolja originalna pjesma
- Man or Muppet, od Bret McKenzie - Muppetsi (The Muppets)
- Real in Rio, od Sérgio Mendes, Carlinhos Brown i Siedah Garrett (tekst) - Rio

### Najbolji zvuk
- Tom Fleischman i John Midgley - Hugo
- David Parker, Michael Semanick, Ren Klyce i Bo Persson - Muškarci koji mrze žene (The Girl with the Dragon Tattoo)
- Deb Adair, Ron Bochar, Dave Giammarco i Ed Novick - Igra pobjednika (Moneyball)
- Greg P. Russell, Gary Summers, Jeffrey J. Haboush i Peter J. Devlin - Transformers 3 (Transformers: Dark of the Moon)
- Gary Rydstrom, Andy Nelson, Tom Johnson i Stuart Wilson - Put rata (War Horse)

### Najbolja montaža zvuka
- Philip Stockton i Eugene Gearty - Hugo Cabret (Hugo)
- Lon Bender i Victor Ray Ennis - Vožnja
- Ren Klyce - Muškarci koji mrze žene (The Girl with the Dragon Tattoo)
- Ethan Van der Ryn i Erik Aadahl - Transformers 3 (Transformers: Dark of the Moon)
- Richard Hymns i Gary Rydstrom - War Horse

### Najbolji dokumentarni film
- Undefeated, režiseri TJ Martin, Dan Lindsay i Richard Middlemas
- Hell and Back Again, režiseri Danfung Dennis i Mike Lerner
- If a Tree Falls, režiseri Marshall Curry i Sam Cullman
- Paradise Lost 3: Purgatory, režiseri Joe Berlinger i Bruce Sinofsky
- Pina 3D, režiseri Wim Wenders i Gian-Piero Ringel

### Najbolji kratkometražni dokumentarni film
- Saving Face, režiseri Daniel Junge i Sharmeen Obaid-Chinoy
- The Barber of Birmingham: Foot Soldier of the Civil Rights Movement, režiseri Robin Fryday i Gail Dolgin
- God is the Bigger Elvis, režiseri Rebecca Cammisa i Julie Anderson
- Incident in New Baghdad, režiser James Spione
- The Tsunami and The Cherry Blossom, režiseri Lucy Walker i Kira Carstensen

### Najbolji kratkometražni igrani film
- The Shore, režiseri Terry George i Oorlagh George
- Pentecost , režiseri Peter McDonald i Eimear O'Kane
- Raju, režiseri Max Zähle i Stefan Gieren
- Time Freak, režiseri Andrew Bowler i Gigi Causey
- Tuba Atlantic, režiser Hallvar Witzø

### Najbolji kratkometražni animirani film
- The Fantastic Flying Books of Mr. Morris Lessmore, režiseri William Joyce i Brandon Oldenburg
- Dimanche , režiser Patrick Doyon
- La luna, režiser Enrico Casarosa
- A Morning Stroll, režiseri Grant Orchard i Sue Goffe
- Wild Life, režiseri Amanda Forbis i Wendy Tilby

## Specijalne nagrade

### Oscar za životno djelo
- James Earl Jones
- Dick Smith

### Humanitarna nagrada Jean Hersholt
- Oprah Winfrey

## Statistike pobjeda/kandidatura
- 5/11 - Hugo
- 5/10 - Umjetnik
- 2/2 - Čelična lady
- 1/5 - Muškarci koji mrze žene
- 1/5 - Nasljednici
- 1/4 - Ponoć u Parizu
- 1/4 - Tajni život kućnih pomoćnica
- 1/2 - Nader i Simin se rastaju
- 1/1 -  Beginners
- 1/1 - Muppeti
- 1/1 -  Rango
- 1/1 -  Undefeated  dokumentarni film
- 0/6 - Igra pobjednika
- 0/6 - Put rata
- 0/3 - Albert Nobbs
- 0/3 - Dečko, dama, kralj, špijun
- 0/3 - Drvo života
- 0/3 - Transformers 3
- 0/3 - Harry Potter e i Doni della Morte: Parte II
- 0/2 - Djeveruše
- 0/2 - Jako glasno i nevjerojatno blizu
- 0/2 - Moj tjedan s Marilyn
- 0/1 - A Better Life
- 0/1 - Martovske Ide
- 0/1 - Crni ponedjeljak
- 0/1 - Ratnik
- 0/1 - Bullhead  strani film
- 0/1 - Footnote  strani film
- 0/1 - W ciemności strani film
- 0/1 - Monsieur Lazhar strani film
- 0/1 - A Cat in Paris
- 0/1 - Chico & Rita
- 0/1 - Kung Fu Panda 2
- 0/1 - Mačak u čizmama
- 0/1 - Anonymous
- 0/1 - Jane Eyre
- 0/1 - W.E.
- 0/1 - Real Steel
- 0/1 - Planet majmuna: Postanak
- 0/1 - Avanture Tintina
- 0/1 - Rio
- 0/1 - Vožnja
- 0/1 - Pina 3D dokumentarni film
- 0/1 - Hell and Back Again dokumentarni film
- 0/1 - If a Tree Falls dokumentarni film
- 0/1 - Paradise Lost 3: Purgatory dokumentarni film

## Vanjske poveznice
- Academy Awards Službena stranica
- The Academy of Motion Picture Arts and Sciences Službena stranica